# Vivaldo da Costa Lima
Vivaldo da Costa Lima (Feira de Santana, 1925 - 22 de setembro de 2010). Antropólogo e professor emérito da Universidade Federal da Bahia.

## Biografia
Nascido em Feira de Santana, cidade sertaneja no interior da Bahia e formado em odontologia, o professor Vivaldo enveredou desde cedo para os caminhos da antropologia, sendo um dos pioneiros do Centro de Estudos Afro-Orientais (Ceao-Ufba), a viajar para a África buscando ressonâncias, entre os povos iorubás, jejes e fons, em partes da atual Nigéria e do antigo Daomé, de práticas religiosas do candomblé, estudadas por ele nos principais terreiros que compõem a tradição do modelo jeje-nagô em nossa terra, a matriz Casa Branca do Engenho Velho, o Terreiro do Gantois e o Ilê Axé Opô Afonjá. Iniciado como ogã, consagrado ao orixá Ogum pela saudosa Mãe Senhora de Oxum Miuá, do Afonjá, o ilustre professor foi um exímio continuador dos estudos inaugurados por Nina Rodrigues e também elaborados por nomes como Manoel Quirino, Arthur Ramos, Edison Carneiro, Ruth Landes, Roger Bastide, Pierre Verger, fazendo do resultado de suas pesquisas, dialógicas com grandes teóricos da antropologia ocidental, de acurada observação participante de marcante rigor metodológico, uma das mais representativas obras etnológicas sobre o universo do candomblé: A Família de Santo, lançada pela primeira vez em meados dos anos 70." (Marlon Marcos, Jornal A Tarde, 21 de maio de 2008, Salvador, Bahia)

## Obra
- A Família de Santo nos Candomblés Jeje-Nagôs da Bahia, Bahia, 1977
- Encontro de Nações de Candomblé, Ianamá/Ceao, 1984
- Cartas de Édison Carneiro a Artur Ramos 1936-1938 (org), Corrupio, 1987
- Cosme e Damião - o Culto aos Santos Gêmeos no Brasil e na África, Corrupio, 2005, ISBN 8586551252
- Vivaldo da Costa Lima – Intérprete afro-Brasil, organizado pelos antropólogos e professores Cláudio Pereira e Jeferson Bacelar, 2007

## Homenagens
A Prefeitura de Salvador fez uma homenagem ao antropólogo Vivaldo, dando seu nome a Escola Municipal Vivaldo da Costa Lima.